# 实体店

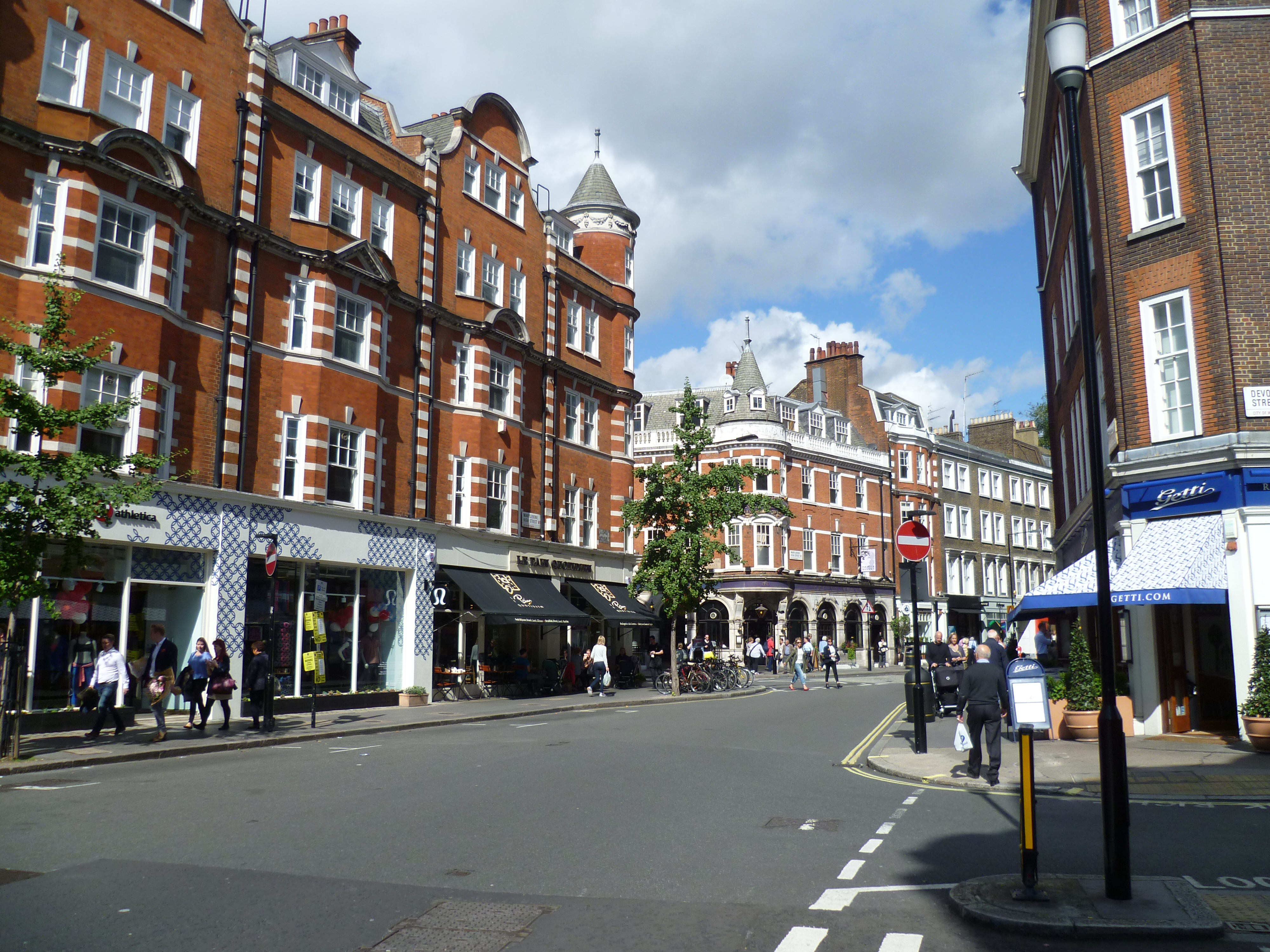
伦敦街頭上的实体店

实体店是指拥有街邊店鋪的商店，該概念的興起與2000年代电子商务的發展有關，实体店成為與沒有街面店鋪的電子商務企業相對的概念。